# Émile Zeibig
Émile Zeibig (ur. 10 września 1904 w Strasburgu, zm. 8 lipca 1981 tamże) – francuski pływak, olimpijczyk.
Na Igrzyskach Olimpijskich w 1924 wystartował na dystansie 100 m stylem grzbietowym, 100 m stylem dowolnym i sztafecie 4 × 200 m stylem dowolnym. Cztery lata później na igrzyskach w Amsterdamie pływał na 100 m stylem grzbietowym.